# Stiletto
Stiletto es el cuarto álbum de estudio de la guitarrista/vocalista estadounidense Lita Ford. Incluye los sencillos "Hungry" y "Lisa". Alcanzó la posición No. 52 en la lista Billboard 200. Contiene la versión de la canción "Only Women Bleed", de Alice Cooper.

## Lista de canciones

### Lado A
1. "Your Wake Up Call" (Mike Chapman, David Ezrin, Lita Ford, Myron Grombacher, Don Nossov) – 1:59
2. "Hungry" (Michael Dan Ehmig, Ford) – 4:57
3. "Dedication" (Chapman) – 3:34
4. "Stiletto" (Ford, Holly Knight) – 4:37
5. "Lisa" (Ehmig, Ford) – 4:45
6. "The Ripper" (Ezrin, Ford) – 5:20

### Lado B
1. "Big Gun" (Ford, Grombacher, Nossov) – 4:37
2. "Only Women Bleed" (Alice Cooper, Dick Wagner) – 6:03
3. "Bad Boy" (Ford, Mark Spiro) – 3:59
4. "Aces & Eights" (Ford, Grombacher, Kevin Savigar) – 4:20
5. "Cherry Red" (Ehmig, Ford) – 4:09
6. "Outro" (Ezrin, Ford, Grombacher, Nossov) – 1:56

## Personal
- Lita Ford – guitarra, voz
- David Ezrin – teclados
- Don Nossov – bajo
- Myron Grombacher – batería